# Metaparoncholaimus orientalis
Metaparoncholaimus orientalis är en rundmaskart som först beskrevs av Nathan Augustus Cobb 1890.  Metaparoncholaimus orientalis ingår i släktet Metaparoncholaimus och familjen Oncholaimidae. Inga underarter finns listade i Catalogue of Life.